# ミコデキストラナーゼ
ミコデキストラナーゼ(Mycodextranase、EC 3.2.1.61)は、(1->3)- 及び (1->4)-結合を含むα-D-グルカンの(1->4)-α-D-グルコシド結合をエンド型で加水分解する酵素である。系統名は、(1->3)-(1->4)-α-D-グルカン 4-グルカノヒドロラーゼ((1->3)-(1->4)-alpha-D-glucan 4-glucanohydrolase)である。生成物は、ニゲロースと4-α-D-ニゲロシルグルコースである。

## 外部リンく
- Mycodextranase - MeSH・アメリカ国立医学図書館・生命科学用語シソーラス（英語）